# دیوانه (ترانه شکیرا)
«لوکا» (به اسپانیایی: Loca) (به معنی دیوانه) تک‌آهنگی از هنرمند اهل کلمبیا شکیرا، ، است که در ۱۰ سپتامبر ۲۰۱۰ منتشر شد. این تک‌آهنگ در آلبوم خورشید در می‌آید قرار داشت.
این تک‌آهنگ در چارت‌های ایتالیا، والونیا، اسپانیا، لهستان، سوئیس در رتبه اول و در چارت‌های فرانسه، فلاندرز، اتریش جزو ده ترانه اول قرار گرفت.
این آهنگ چند بار در فیلم اسب حیوان نجیبی است پخش می‌شود.